# Deilephila galbana
Deilephila galbana är en fjärilsart som beskrevs av Gillm. 1909. Deilephila galbana ingår i släktet Deilephila och familjen svärmare. Inga underarter finns listade i Catalogue of Life.